# Han Bong-zin
Han Bong-zin (2 de setembro de 1945) - é um ex-jogador de futebol norte-coreano, que atuava como meia.

## Carreora
Han Bong-zin fez parte do histórico elenco da Seleção Norte-Coreana de Futebol, na Copa do Mundo de 1966.